# Nikola Popov
Nikola Popov (Bulgaars: Никола Попов) (Sofia, 1 februari 1983) is een Bulgaars voetbalscheidsrechter. Hij is in dienst van FIFA en UEFA sinds 2012. Ook leidt hij sinds 2009 wedstrijden in de Prva Liga.
Op 23 mei 2009 leidde Popov zijn eerste wedstrijd in de Bulgaarse nationale competitie. Tijdens het duel tussen Belasitsa Petritsj en Lokomotiv 2012 Mezdra (1–3 voor de bezoekers) trok de leidsman tweemaal de gele kaart. In Europees verband debuteerde hij op 10 juli 2012 tijdens een wedstrijd tussen Floriana en IF Elfsborg in de voorronde van de UEFA Europa League; het eindigde in 0–4 en Popov trok eenmaal een gele kaart. Zijn eerste interland floot hij op 9 juni 2017, toen Gibraltar met 1–2 verloren van Cyprus door een eigen doelpunt van Roy Chipolina en treffers van Anthony Hernandez en Pieros Sotiriou. Tijdens deze wedstrijd toonde Popov aan twee Gibraltarezen en drie Cyprioten een gele kaart.

## Interlands
| Datum            | Plaats                 | Wedstrijd               | Uitslag | Competitie           | Kreeg geel | Kreeg voor de tweede keer geel en dus rood | Weggestuurd |
| ---------------- | ---------------------- | ----------------------- | ------- | -------------------- | ---------- | ------------------------------------------ | ----------- |
| 9 juni 2017      | Loulé, Portugal        | Gibraltar – Cyprus      | 1 – 2   | WK 2018 kwalificatie | 6          | 0                                          | 0           |
| 8 juni 2019      | Jerevan, Armenië       | Armenië – Liechtenstein | 3 – 0   | EK 2020 kwalificatie | 1          | 0                                          | 0           |
| 7 oktober 2020   | Ta' Qali, Malta        | Malta – Gibraltar       | 2 – 0   | Vriendschappelijk    | 5          | 0                                          | 0           |
| 11 november 2020 | Saint-Denis, Frankrijk | Frankrijk – Finland     | 0 – 2   | Vriendschappelijk    | 0          | 0                                          | 0           |

Laatst bijgewerkt op 4 november 2021.